# Laticauda laticaudata
Laticauda laticaudata là một loài rắn trong họ Rắn hổ. Loài này được Linnaeus mô tả khoa học đầu tiên năm 1758.

## Hình ảnh

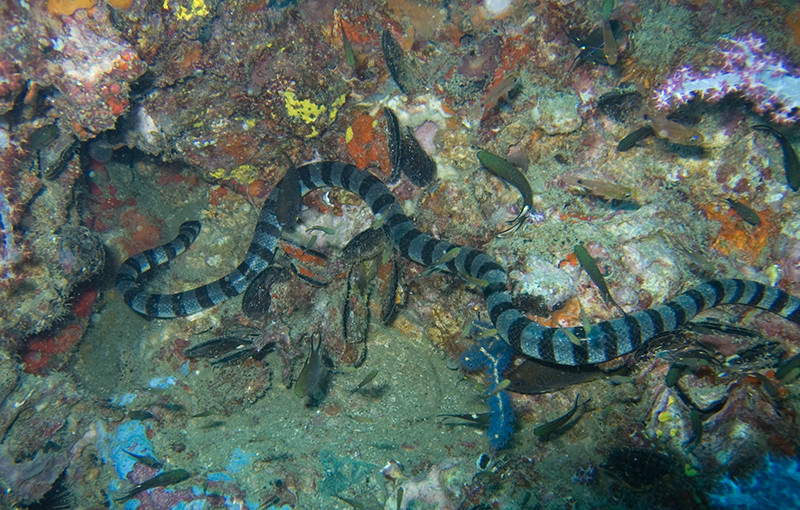